# Нери, Майно
Майно Нери (итал. Maino Neri; 30 июня 1924, Сан-Мартино-ди-Лупари, Италия — 8 декабря 1995, Милан, Италия) — итальянский футболист. По завершении игровой карьеры — футбольный тренер.
В качестве игрока прежде всего известен выступлениями за клубы «Интернационале» и «Модена», а также национальную сборную Италии. В составе «Интера» становился чемпионом Италии. Играл на позиции полузащитника.

## Клубная карьера
В профессиональном футболе дебютировал в 1941 году выступлениями за клуб «Модена», в которой провёл девять сезонов, приняв участие в 313 матчах чемпионата. Большую часть времени, проведённого в составе «Модены», был основным игроком команды.
Своей игрой за эту команду привлёк внимание представителей тренерского штаба клуба «Интернационале», к составу которого присоединился в 1951 году. Сыграл за «нераззурри» следующие четыре сезона своей игровой карьеры. Играя в составе «Интера» также выходил на поле в основном составе команды. За это время дважды завоевывал титул чемпиона Италии.
Завершил профессиональную игровую карьеру в клубе «Брешия», за эту команду выступал на протяжении 1955—1958 лет.

## Карьера за сборную
В 1948 году дебютировал в официальных матчах в составе национальной сборной Италии. За сборную сыграл лишь 8 матчей.В составе сборной был участником футбольного турнира на Олимпийских играх 1948 года в Лондоне, 1952 года в Хельсинки, и чемпионата мира 1954 года в Швейцарии.

## Достижения
- Чемпион Италии: 1952-53, 1953-54